# 容姿端麗
| ウィキペディアには「容姿端麗」という見出しの百科事典記事はありません（タイトルに「容姿端麗」を含むページの一覧/「容姿端麗」で始まるページの一覧）。 代わりにウィクショナリーのページ「容姿端麗」が役に立つかもしれません。 |